# Phyllanthus latifolius
Phyllanthus latifolius (L.) Sw. – gatunek drzewa z rodziny liściokwiatowatych (Phyllanthaceae). Endemit, naturalnie rosnący tylko na Jamajce i zagrożony wymarciem. W Polsce znajduje się w kolekcji niektórych ogrodów botanicznych, np. w Ogrodzie Botanicznym w Krakowie.

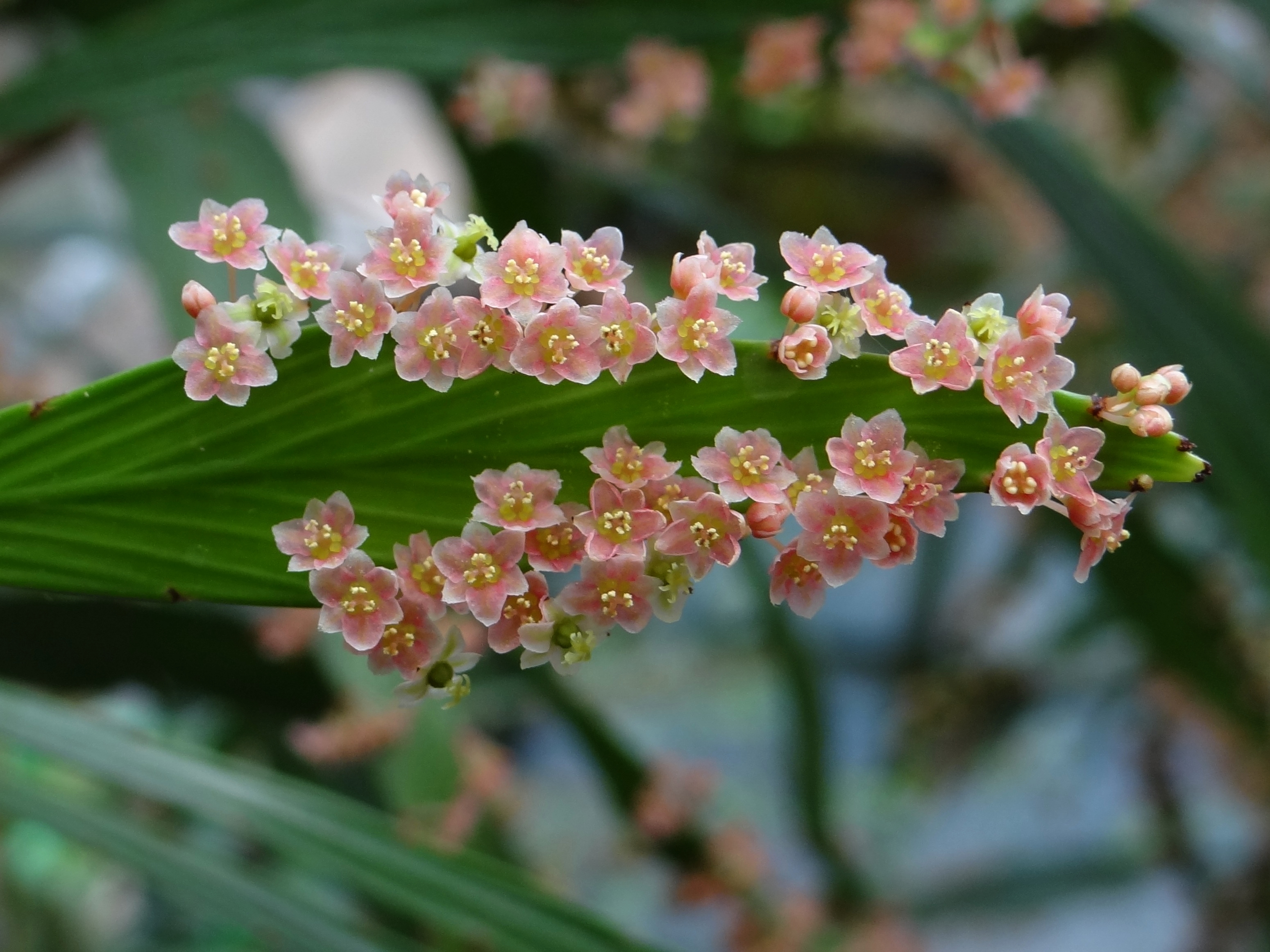
Gałęziak z kwiatami

## Morfologia
Charakterystyczną cechą niektórych liściokwiatów jest występowanie gałęziaków (fyllokladiów). Są to spłaszczone łodygi, przypominające swoim wyglądem liść. Na gałęziakach Phyllanthus latifolius rozwijają się różowe kwiaty. Swoim wyglądem taki gałęziak wygląda jak kwitnący liść.

## Synonimy
Według The Plant List:
- Diasperus latifolius (L.) Kuntze
- Genesiphylla asplenifolia L'Hér.
- Phyllanthus isolepis Urb.
- Xylophylla asplenifolia (L'Hér.) Salisb.
- Xylophylla latifolia L.